# Numeración de años astronómica
La numeración astronómica se basa en la clásica del calendario Gregoriano, pero adaptada al sistema de numeración de enteros. Tiene un año cero, y los años anteriores a él se designan como números negativos
Los astrónomos usan normalmente el calendario juliano para años anteriores a 1582 y el calendario gregoriano después de esta fecha and Fred Espenak (2007).
Los prefijos aC y dC (BCE y CE) que expresan "antes de Cristo y después de Cristo", no se utilizan en este convenio. Al año 1 aC (BCE) se le asigna el número 0, al año 2 aC se le asigna el -1, y en general a un año cualquiera n aC (BCE) se le asigna el "- (n - 1)"  (o sea el valor negativo resultado de 1 - n).
Los números para fechas dC (CE) se conservan igual, sin signo o con signo positivo, es decir al año 1 dC (CE) se le asigna el número 1, al año 2 dC se le asigna el 2, y en general a un año n dC (CE) se le asigna el n
El sistema se denomina Numeración astronómica por su uso en astronomía. Muy pocas del resto de disciplinas, aparte de la historia o la arqueología, tratan con años anteriores al año 1AC. 